# Lars von Trier
Lars von Trier (* 30. dubna 1956 v Kodani jako Lars Trier) je dánský filmový režisér a představitel hnutí Dogme 95, prosazujícího minimalismus ve filmu.

## Život
Trier se narodil v Kodani, Ulfovi a Inger Trierovým. Jeho rodiče se považovali jak za komunisty, tak za naturisty a mladý Lars se v dětství zúčastnil několika nudistických táborů. Jeho rodiče se domnívali, že trestat děti je beznadějně zpátečnické. Trier nebyl nábožensky založený, tvrdí, že byl vychován v ateistické rodině (jeho nevlastní otec byl Žid, identitu svého biologického otce odhalil až v roce 1995).
Oba rodiče také odmítali vytvářet jakákoliv pravidla pro své děti, což mělo vliv na Trierovu osobnost a vývoj. Mladý Lars našel v kinematografii cestu k vnějšímu světu a mohl se tak dozvědět o věcech, o kterých by mu rodiče nikdy neřekli. Své vlastní filmy začal vytvářet v 11 letech, když dostal osmimilimetrovou kameru. Celou střední školu byl zapojen do světa nezávislé kinematografie.

## Tvorba
V roce 1979 byl přijat na dánskou Národní filmovou školu. Během svých studií vytvořil filmy Nocturne (1980) a Befrielsesbilleder (Image of Liberation, 1982), z nichž oba získaly cenu za nejlepší film na filmovém festivalu v Mnichově, spolu se snímkem Den sidste detalje (The Last Detail, 1981). Filmovou školu Lars ukončil v roce 1983.

### Evropská trilogie
Po škole začal pracovat na trilogii o zániku Evropy, kterou zahájil intelektuálním dramatem o sériových vraždách, Prvek zločinu (Forbrydelsens element 1984). Tento film, který byl oceněn na filmovém festivalu v Cannes (získal cenu za techniku), byl extrémně stylizovaný a znamenal radikální odchýlení od běžné dánské kinematografie.
Dalším filmem z trilogie je Epidemic (1987), který byl také promítán v Cannes. Film je zčásti ponurá sci-fi pohádka o budoucí epidemii moru a zčásti kronika dvou filmových tvůrců (hraných Larsem von Trierem a scenáristou Nielsem Vorselem), kteří tento film připravují. Obě dějové linie se nakonec střetnou.
Svou trilogii zakončil v roce 1991 snímkem Evropa (známým v USA jako Zentropa), který ještě tentýž rok vyhrál Prix du Jury na filmovém festivalu v Cannes a sbíral ceny i na jiných velkých festivalech.

### Evropa a Království
V roce 1992 založil spolu s producentem Peterem Aalbækem Jensenem filmovou společnost Zentropa Entertainment, nazvanou podle jejich tehdy nejnovějšího filmu. Tuto společnost založili, aby získali finanční nezávislost a absolutní kontrolu nad kreativní činností. Produkční firma se nepodílela jen na vzniku Larsových filmů, ale také mnoha jiných snímků od různých autorů, včetně televizních seriálů. Je to také jediné tradiční filmové studio na světě, které produkovalo hardcore porno snímky: Constance (1998), Pink Prison (1999), HotMen CoolBoyz (2000) a All About Anna (2005).
Aby získal peníze pro svou nově vzniklou společnost, vytvořil Trier Království (Riget, první řada 1994, druhá řada 1997), krátký seriál natáčený v dánské státní nemocnici. Název "Riget" vznikl z dánského hovorového označení této nemocnice "Righospitalet" (doslova Královská nemocnice). Natáčení třetí série toho seriálu se neuskutečnilo kvůli smrti Ernst-Huga Järegårda, který ztvárnil jednu z hlavních postav – Helmera.

### Dogme 95
V roce 1995 odhalila Trierova matka na smrtelné posteli své tajemství. Trier se dozvěděl, že jeho pravý otec je matčin bývalý zaměstnavatel, Fritz Michael Hartmann, který pocházel z dlouhé řady římsko-katolických hudebníků a po kterém Trier zdědil své "umělecké geny". Jeho otec se s ním však, po čtyřech trapných schůzkách, přestal dále stýkat. Tato odhalení vedla von Triera ke snaze "přerušit" všechna spojení s jeho nevlastním otcem. Konvertoval ke katolicismu a ve svém filmařském stylu začal klást více důrazu na "věrnost".
V roce 1995 Lars von Trier a Thomas Vinterberg představili svůj manifest za nové filmové hnutí, které nazvali Dogme 95. Ještě pak ale chvíli trvalo, než se objevil první film, natočený ve stylu tohoto manifestu. V této době se mnozí domnívali, že Dogme 95 je jen radikální myšlenka bez budoucnosti.
Ve Von Trierově dalším filmu, Prolomit vlny (Breaking the waves, 1996), který vyhrál Grand Prix na festivalu v Cannes, si zahrála Emily Watsonová, navržená na cenu akademie za nejlepší ženský herecký výkon. Drsné obrazy a ruční snímkování tohoto filmu směřovalo k Dogme 95. Prolomit vlny byl první Trierův film z trilogie "Golden Heart", která obsahovala také filmy Idioti (1998) a Tanec v temnotách (2000).
Také v roce 1996 provedl von Trier v Kodani neobyčejný divadelní experiment zahrnující 53 herců, který nazval Psychomobile 1 – The World Clock. Dokument zaznamenávající tento projekt byl režírován Jasperem Jargilem a vyšel v roce 2000 pod názvem De Udstillede (The Exhibited).
Lars von Trier přispěl k hnutí Dogme 95 svým filmem Idioti (Idioterne 1998) a dokonce překonal svůj odpor k cestování, aby snímek osobně uvedl na filmovém festivalu v Cannes, kde byl tento film navržen na cenu Palme d'Or.
Lars von Trier byl nejen zakladatelem konceptu Dogme 95, který vedl k mezinárodnímu zájmu o dánskou kinematografii jako celek, ale také inspirujícím filmařem.

## Zajímavosti
- Von Trier trpí mnoha fobiemi, včetně strachu z létání. Jak sám jednou řekl: "Prostě se bojím všeho kromě filmování." Strach z létání často omezuje jeho i jeho tým. Vlastně to znamená, že všechny jeho filmy musí být natáčeny v Dánsku nebo ve Švédsku, a to dokonce i ty, které se podle děje odehrávají ve Spojených státech nebo jiných cizích zemích. Mnoho Trierových filmů bylo v průběhu jeho kariéry uvedeno na filmovém festivalu v Cannes a on vždy trval na tom, aby z Dánska do Francie a zpět jel automobilem.
- Lars von Trier také mnohokrát prohlásil, že trpí občasnými depresemi, které mu znemožňují pracovat a udržovat sociální vztahy. Několik let byl také závislý na psychofarmacích, což se projevilo ve scénáři filmu Jack staví dům.[7]
- Jeho vrstevníci z filmové školy mu dali přezdívku "Von Trier". Tato přezdívka je vlastně vtip. "Von" naznačuje urozenost, kdežto "Lars" a "Trier" jsou v Dánsku celkem běžná jména podobně jako "Josef" a "Novák" v Česku. Lars si údajně přezdívku ponechal na počest Ericha von Stroheima a Josefa von Sternberga, kteří své "von" začali používat také až během svého života.

## Technika filmování
Lars von Trier říká, že „film by měl být jako kamínek v botě“. Podle Triera, aby filmaři vytvořili originální umělecké dílo, musí se stylově odlišit od ostatních filmů. Toho mohou dosáhnout pomocí určitých omezení nebo překážek v průběhu natáčení filmu. Nejslavnější z těchto omezení, které si filmaři kladou, je filmový „slib čistoty“ podle hnutí Dogme 95 (se kterým je von Trier spojen ačkoliv jenom jeden jeho film, Idioti, byl podle něj natočen). Ve filmu Tanec v temnotách byly použity výrazně rozdílné palety barev a techniky snímkování k dosažení zdání „opravdového světa“. A celý film Dogville byl natočen na holém pódiu bez kulis jen s na zemi namalovanými půdorysy budov fiktivního města.
Von Trier často točí sám digitální kamerou a rád nepřetržitě natáčí herce v roli bez přestávek mezi záběry. Při natáčení filmu Dogville nechal herce hodiny hrát své role, ve stylu jedné herecké metody. Tato technika často vyvolává u herců velké napětí, jako například u Björk při natáčení Tance v temnotách. Lars von Trier často obsazuje stále stejnou skupinu herců – mezi jeho oblíbence patří: Jean-Marc Barr, Udo Kier a Stellan Skarsgård.
Trier je velmi ovlivněn prací Carla Theodora Dreyera a filmem The Night Porter. Byl také natolik nadšen krátkým filmem The Perfect Human režírovaným Jørgenem Lethem, že přesvědčil Letha, aby přepracoval svůj krátkometrážní film na celovečerní - Pět překážek (The Five Obstructions).

## Filmografie
- Orchidégartneren (1977)
- Menthe - la bienheureuse (1979)
- Nocturne (1980)
- Den sidste detalje (1981)
- Befrielsesbilleder (1982)
- Forbrydelsens element (1984)
- Epidemic (1987)
- Medea (televizní film, 1988)
- Evropa (1991)
- Království (Riget, televizní seriál, 1994)
- Prolomit vlny (Breaking the Waves, 1996)
- Království II (Riget II, televizní seriál, 1997)
- Idioti (Idioterne, Dogme #2, 1998)
- D-Dag - Lise (televizní film, 2000)
- Tanec v temnotách (Dancer in the Dark, 2000)
- Dogville (2003)
- De Fem benspænd (2003; spolurežie s Jørgenem Lethem)
- Můj miláček ráže 6,65 (Dear Wendy, 2004, scénář; film režíroval Thomas Vinterberg)
- Manderlay (2005)
- Kdo je tady ředitel? (2006)
- Antikrist (2009)
- Melancholia (2011)
- Nymfomanka, část I. (2013)
- Nymfomanka, část II. (2014)
- Jack staví dům (2018)